# Прокламация
Прокламацията (на латински: proclamatio – провъзгласяване, призив) е вид официална декларация, с което се обявява важно събитие.
Една от най-известните прокламации е Прокламацията за освобождение на робите на американския президент Ейбрахам Линкълн, подписана на 30 декември 1862 г. В българската история известни примери са Прокламацията за съставяне на Временно правителство в Пловдив от 6 септември 1885 г. и Прокламацията на Обединена България от 1941 г. на министър-председателя Богдан Филов.